# Navi corsare tedesche della seconda guerra mondiale
Le navi corsare tedesche della seconda guerra mondiale (in tedesco Hilfskreuzer) furono incrociatori ausiliari, ossia unità navali di derivazione mercantile, convertite in navi armate e concepite per l'utilizzo nella guerra da corsa. 
Esse furono utilizzate tanto dalla Kaiserliche Marine durante la prima guerra mondiale, quanto dalla Kriegsmarine durante la seconda con l'incarico della caccia alle navi mercantili Alleate che navigavano isolate, per il rifornimento di unità da guerra, navi di superficie ed U-Boot, e per la posa di mine. Le navi corsare tedesche operarono, dal 1940 al 1943, su tutti i mari del mondo: sia nel teatro della battaglia dell'Atlantico che nelle altre zone di traffico Alleato, ossia oceano Pacifico, oceano Indiano, Artide e Antartide, affondando o catturando oltre 130 navi da carico Alleate o neutrali, per un totale di circa 850.000 tonnellate.

## Storia

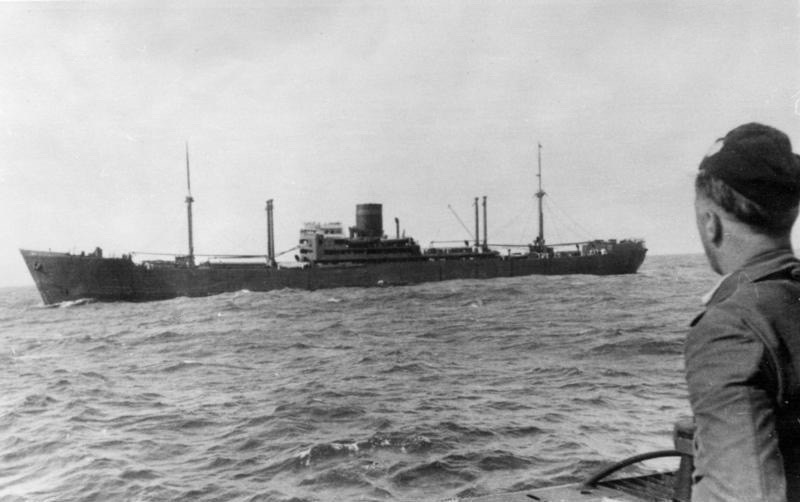
La nave corsara tedesca Kormoran durante l'incontro con un U-Boot

Nell'estate del 1940, al termine dell'operazione Weserübung, la Kriegsmarine aveva subito pesanti perdite ad opera della Royal Navy e le unità di superficie rimaste erano mantenute in rada, in preparazione dell'operazione Leone marino; pertanto il Großadmiral Erich Raeder, constatata l'impossibilità di utilizzare per la guerra da corsa le navi da guerra, anche in considerazione della loro scarsa autonomia e della loro riconoscibilità da parte del nemico, allo scopo di contrastare il traffico marittimo oceanico Alleato dovette fare ricorso all'arma delle navi corsare, ossia mercantili armati, dotati di grande autonomia, variabile da 34.000 a 60.000 miglia, e di una velocità fino a 18 nodi. Tali unità erano armate con cannoni da 150 mm e, in numero variabile da 2 a 6, di tubi lanciasiluri, camuffati con finte cabine di coperta o con pannelli scorrevoli e solite navigare sotto la bandiera di paesi neutrali; esse disponevano inoltre di 1 o 2 idrovolanti per la ricognizione aerea e, per la perlustrazione marittima, di 1 o 2 pattugliatori (vorpostenboot)  capaci di una velocità fino a 35 nodi ed armati di un cannone e di un tubo lanciasiluri.
Le navi corsare tedesche avevano a bordo una consistente riserva di vernici e di finte strutture, quali fumaioli e sovrastrutture, allo scopo di potere velocemente cambiare aspetto durante le crociere e la loro tattica era simile a quella adottata in passato dalle navi pirata, ossia quella di avvicinarsi alla preda senza destare sospetti e, una volta a tiro, di sparare un colpo di avvertimento: in caso di risposta, la nave corsara avrebbe provveduto ad affondare quella nemica con i cannoni o con i siluri, mentre, in caso di resa, se il carico era di interesse per il Reich la preda veniva condotta in un porto di un paese dell'Asse od occupato, mentre l'equipaggio veniva trainato su zattere o caricato sulla nave, in attesa di essere trasferito sulle navi di rifornimento. Le crociere delle navi corsare, grazie alla loro notevole autonomia di navigazione, duravano in media un anno ed il loro rifornimento era assicurato dal bottino requisito alle navi catturate, dagli incontri con le navi appoggio, inviate dal quartier generale della Kriegsmarine, e dagli appuntamenti che tali unità si davano, anche allo scopo di scambiarsi informazioni.

### La prima ondata

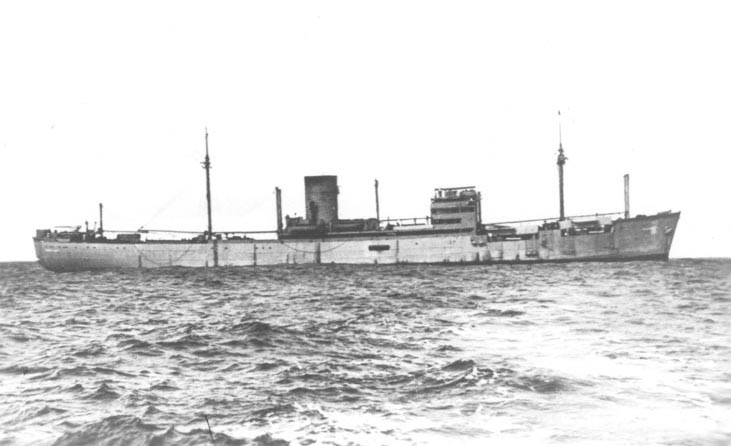
La nave corsara tedesca Atlantis in navigazione nel 1941

La prima ondata di navi corsare tedesche, ossia quelle che presero il mare nel periodo tra il 31 marzo ed il 9 luglio 1940, comprendeva le navi Orion, Atlantis, Widder, Thor, Pinguin e Komet; queste navigarono su tutti gli oceani, allo scopo di limitare il traffico mercantile proveniente dai paesi del Commonwealth e diretto verso la Gran Bretagna, e di notevole rilevanza fu la crociera della Komet che, salpata da Gotenhafen e sostata a Bergen, si diresse verso l'oceano Pacifico costeggiando l'Unione Sovietica con rotta nord verso la Siberia ed entrò nel Pacifico attraversando lo stretto di Bering.
L'Ammiragliato britannico lanciò l'allarme sulla possibile presenza di navi mercantili armate nelle acque dell'Atlantico dopo che, il 18 luglio 1940, alcuni marinai naufragati sulle isole Antille riferirono che due mercantili, il Davisian ed il King John, sui quali erano imbarcati, erano stati attaccati ed affondati nell'Atlantico centrale da una nave "in apparenza mercantile ma pesantemente armata", risultata in seguito essere il Widder; a seguito di questa notizia il viceammiraglio Charles Kennedy-Purvis, responsabile per la difesa del centro e sud Atlantico, sospese le partenze delle navi isolate e diede ordine ai convogli di mantenersi per quanto possibile entro i limiti della neutralità statunitense.

### La seconda ondata
La partenza della seconda ondata di navi corsare tedesche avvenne tra il dicembre del 1940 ed il marzo del 1942 quando altre tre navi, Stier, Kormoran e Michel, quest'ultima comandata dal capitano di corvetta Hellmuth von Ruckteschell, che in precedenza era stato al comando del Widder, si unirono alle navi ancora in navigazione ed in particolare il Michel e lo Stier, dopo essersi incontrati il 30 luglio 1942 nell'Atlantico del sud, decisero di operare congiuntamente per poi separarsi dopo avere affondato il Dalhousie, un grande cargo britannico, ed incontrarsi nuovamente il 24 settembre. Le navi corsare della seconda ondata affondarono un totale di 31 mercantili, per 217.437 tonnellate, ma, vista la difficoltà di rifornire a lungo raggio queste navi e la possibilità di rifornire gli U-Boot in navigazione con i nuovi e più efficaci U-Boot Tipo XIV, il Großadmiral Erich Raeder ritenne conclusa l'era delle navi corsare.